# Estação Ferroviária de Salamanca
A Estação Ferroviária de Salamanca é uma interface das Linhas da Linha 120 e Linha 122, que serve o Concelho da Salamanca, em Espanha.　